# تشاخوتین
تشاخوتین (به چکی: Čachotín) یک منطقهٔ مسکونی در جمهوری چک است که در ناحیه هاولیتشکوف برود واقع شده‌است. تشاخوتین ۶٫۳ کیلومتر مربع مساحت و ۱۸۰ نفر جمعیت دارد و ۵۷۲ متر بالاتر از سطح دریا واقع شده‌است.